# Schneck (Alpes d'Allgäu)
Pour les articles homonymes, voir Schneck.
Le Schneck est une montagne culminant à 2 268 m d'altitude dans les Alpes d'Allgäu.

## Géographie
En raison de sa forme particulière, il est avec le Höfats unique dans les Préalpes orientales septentrionales. Il est le prolongement naturel du Höfats au nord-est, interrompu par la dépression de l'Oytal (de) et possède une richesse florale comparable à ce dernier.
Le sommet est facilement accessible par les randonneurs par une pente herbue du côté du Himmeleck.
La pente herbue depuis le sud-ouest après le Himmelhorn tombe raidement vers l'Oytal[pas clair].

## Histoire
Selon la tradition, le chasseur Thaddäus Blatter aurait au XIXe siècle installé la croix au sommet de l'arête rocheuse.
L'ascension par la face nord a été réalisée pour la première fois en 1902 par H. Demeter et ses compagnons. Le versant ouest est gravi en 1904 par W. Herz et H. Haug. La face est, en surplomb, a longtemps été considérée comme l'ascension la plus difficile des Alpes d'Allgäu (5c). Elle n'a été vaincue qu'en 1922 par Risch. Anderl Heckmair l'appréhende en la comparant à la face nord de la Cima Grande des Tre Cime di Lavaredo. Il l'escalade en 1949,,.